# Leon Kirchner
Leon Kirchner (24. ledna 1919 Brooklyn, New York – 17. září 2009 Manhattan, New York) byl americký hudební skladatel.

## Život
Kirchner se narodikl v Brooklynu. Hrát na klavír začal již ve čtyřech letech. V roce 1928 se rodina přestěhovala do Los Angeles. Leon studoval na Los Angeles City College a z té doby pocházejí jeho první skladebné pokusy. Vstoupil na Kalifornskou univerzitu v Los Angeles a studoval kompozici u Arnolda Schoenberga. Dále studoval na Kalifornské univerzitě v Berkeley a za vynikající výsledky obdržel v roce 1942 cenu George Ladd Prix de Paris. Protože v té době byla v Evropě válka a nemohl tedy odcestovat do Paříže, odešel do New Yorku a jeho dalším učitelem se stal Roger Sessions. Po skončení Druhé světové války se vrátil do Berkeley a působil jako pedagog a asistent Rogera Sessionse a Ernesta Blocha. V roce 1949 se oženil se zpěvačkou Gertrudou Schoenbergovou (není příbuzná se skladatelem Schoenbergem). Měli syna a dvě dcery.
V dalších letech působil jako profesor na University of Buffalo (kde vystřídal Aarona Coplanda), University of Southern California, Yale University, na Juilliard School of Music v New Yorku a na Mills College v San Francisco Bay Area. V roce 1965 byl jmenován profesorem Harvardovy University, kde přednášel až do roku 1989. V roce 1967 získal Pulitzerovu cenu za svůj Smyčcový kvartet č. 3.
Zemřel na srdeční selhání 17. září 2009 ve svém bytě v Central Park West, v New York City, ve věku 90 let.

## Dílo

### Opera
- Lily (libreto skladatel podle románu Saula Bellowa: Henderson the Rain King, 1977)

### Orchestrální skladby
- The Forbidden (2008)
- Music for Cello and Orchestra (1992)
- Orchestra Piece (Music for Orchestra II) (1990)
- Music for Flute and Orchestra (1978)
- Music for Orchestra (1969)
- Concerto for Piano No. 2 (1963)
- Concerto for Violin, Violoncello, 10 Winds, and Percussion (1960)
- Sinfonia (1951)
- Concerto for Piano No. 1 (1953)
- Toccata (1955)

### Komorní hudba
- Music for Twelve (1985)
- Lily (for soprano and chamber ensemble) (1973)
- Duo pro housle a klavír(1947)
- Duo No. 2 (2001)
- Flutings for Paula (1973, rev. 2006)
- Sonata Concertante (housle a klavír, 1952)
- String Quartet No. 1 (1949)
- String Quartet No. 2 (1958)
- String Quartet No. 3 (1966)
- String Quartet No. 4 (2006)
- Trio (1954)
- Trio II (1993)
- Triptych (housle a violoncello, 1988) 20’
- For Cello Solo (1986)
- For Violin Solo (1986)
- For Violin Solo II (1988)

### Klavírní skladby
- Five Pieces (1987)
- Interlude (1989)
- Interlude II (2003)
- L.H. (1995)
- Little Suite (1949)
- Piano Sonata No. 3 (The Forbidden) (2006)
- Sonata No. 1 (1948)
- Sonata No. 2 (2003)

### Vokální skladby
- Words from Wordsworth (1966)
- Of Things Exactly As They Are (slova Robinson Jeffers, Emily Dickinsonová, Edna St. Vincent Millayová, Wallace Stevens, 1997)
- The Twilight Stood (slova Emily Dickinson, 1982)